# Bistum Torcello
Das Bistum Torcello ist ein ehemaliges römisch-katholisches Bistum.

## Geschichte
Die Diözese wurde 639 als Nachfolger des Bistums Altino gegründet. Die Stadt Altinum wurde aufgrund von Überfällen der Langobarden aufgegeben. Bis zum Beginn des 11. Jahrhunderts wurde der alte Bistumsname weiterhin als Synonym verwendet. Die Zuständigkeit umfasste die nördliche Lagune von Venedig, einschließlich Murano und Burano. Das Hinterland mit Altino ging an das Bistum Treviso über.
Im Vergleich zu den anderen Lagunendiözesen verfügte Torcello über zahlreiche Besitztümer auf dem Festland, also innerhalb der Grenzen des Heiligen Römischen Reiches. In der Anfangszeit stellte es daher eine Art Brücke zwischen dem Herzogtum Venedig und dem Reich dar.
Aus einem päpstlichen Privileg von 1064 ist bekannt, dass Torcello sieben Pfarrkirchen umfasste, die am Strand von Bovense (d. h. Lio Maggiore), in Ammiana, Costanziaco, Burano (zwei), Mazzorbo und Murano verteilt waren. Die Liste wird in zwei weiteren Privilegien von Paschalis II. (1106) und Urban III. (1187) bestätigt, in einem Dokument von 1151 erscheinen jedoch acht Pfarreien, davon nur eine auf Burano, zwei auf Murano und zwei in Costanziaco.
Ende des 12. Jahrhunderts begann die Diözese Torcello, Ansprüche auf das Festlandgebiet zu erheben, auf dem sich einst Altino befand, das damals von der Diözese Treviso kontrolliert wurde. Im Jahr 1177 erhielt der Bischof Leonardo Donato vom Kaiser Friedrich Barbarossa eine Urkunde, mit dem er die Diözese über die Kapelle San Michele del Quarto (das heutige Quarto d’Altino) ausdehnte und die Grenze zwischen den beiden Diözesen entlang eines Kanal legte, der seit der Zeit Karls des Großen die Grenze zwischen den Venezianern und den Langobarden markierte. Die oben erwähnte Bulle von Papst Urban III. von 1187 bestätigte die Gründung und fügte Torcello weitere Vermögenswerte hinzu, insbesondere die Kapellen San Pietro di Terzo, Sant’Elena di Tessera und San Felice di Dozza.
Der Niedergang der Stadt Torcello, die sicherlich einst florierte und sich als Bischofssitz eignete, zwang die Bischöfe, sich zunächst allmählich, dann endgültig in Murano niederzulassen. Im 17. Jahrhundert, während der Amtszeit von Marco Giustiniani, wurde der Bischofspalast von Murano erbaut.
Der letzte Bischof schied 1804 aus dem Amt. 1806 überstiegen die Ausgaben die Einnahmen des  Bischöflichen Stuhles.
Am 1. Mai 1818 löste Papst Pius VII. mit der Bulle De salute dominici gregis die Diözese auf und gliederte ihr Territorium dem Patriarchat von Venedig ein. Die Kathedrale Santa Maria Assunta wurde so zu einer einfachen Pfarrkirche, die aufgrund des fortschreitenden Bevölkerungsrückgangs schließlich 1986 zu einer Filialkirche der Pfarrei Burano wurde.
Seit 1968 existiert das Titularbistum Torcello.

## Bischöfe
- Paolo (? – etwa 635)
- Mauro (etwa 635 – nach 640)
- Giuliano (vor 642 – etwa 679)
- Paolo (erwähnt 680)
- Adeodato I (etwa 697)
- Guitonio (? – 724)
- Onorio (724 –?)
- Vitale (? – 734)
- Severo (734 – ?)
- Domenico I (?)
- Giovanni I (etwa 800)
- Adeodato II (? – 864)
- Senatore (864 – 874)
- Domenico Caloprino (874 – ?)
- Benedetto (etwa 880)
- Giovanni II (etwa 900)
- Giberto (?)
- Pietro (?)
- Marino (?)
- Domenico Candiano (vor 940 – etwa 949)
- Mirico (Mineo o Marco) (?)
- Pietro (erwähnt 950)
- Giovanni III (vor 961 – nach 982)
- Valerio (vor Februar 999 – 1008)
- Orso Orseolo (1008 – 1018 zum Patriarchen von Grado ernannt)
- Vitale Orseolo (1018 – 1026 abgesetzt)
- Vitale Orseolo (1031 – 1041) (wieder eingesetzt)
- Giovanni IV (etwa 1045 – ?)
- Orso II (vor 1068 – nach Mai 1098)
- Stefano Silvio (vor 1107 – nach 1127)
- Pietro Michiel (erwähnt 1152)
- Angelo Molino (vor August 1158 – ?)
- Martino Orso (Dezember 1172 – ?)
- Leonardo Donato (August 1177 – nach dem 3. Oktober 1197)
- Stefano Capellizo (1197 – ?)
- Giovanni Moro (etwa 1200)
- Buono Balbi (vor Februar 1212 – 9. September 1215)
- Stefano Nadal (20. März 1216 – nach 1246)
- Goffredo, OP (20. Januar 1253 – nach 8. Dezember 1256)
- Egidio Gallucci, OP (vor 5. Dezember 1259 – nach 1288)
- Enrico Contarini (etwa 1289–1290)
- Airone (16. September 1290 – etwa 1303)
- Francesco Tagliapietra (November 1303 – nach 10. Januar 1313)
- Francesco II Dandolo (1313 – vor 12. Februar 1314)
- Domenico IV (etwa 1314–16. Januar 1318 zum Patriarchen von Grado ernannt)
- Giuliano II, OSB (23. Dezember 1317 – nach 15. Januar 1318)
- Tolomeo da Lucca, OP (15. März 1318–1327)
- Bartolomeo de’ Pasquali, OP (2. Januar 1327–1335)
- Giacomo Morosini (1335 – 7. Mai 1351)
- Petrocino Casaleschi, OSB (10. Januar 1351 – 26. April 1362 zum Erzbischof von Ravenna ernannt)
- Giovanni VI de Caturco, OFM (18. Mai 1362 – ?)
- Paolo Balando (15. Januar 1367–1377)
- Filippo Balando (1377 – ?)
- Filippo Nani (? – 1405)
- Donato de Greppa (10. Juli 1405 – nach 18. Februar 1418)
- Pietro Nani (18. April 1418–1426)
- Filippo Paruta (2. April 1426 – 20. Februar 1448 ernannt zum Erzbischof von Candia)
- Domenico Dominici (20. Februar 1448 – 14. November 1464 ernannt zum Bischof von Brescia)
- Placido Pavanello, OSBVall (5. November 1464–1471)
- Simeone Contarini (4. September 1471–1485)
- Stefano Taleazzi (5. September 1485–1515)
- Girolamo Porcia (1515–1526)
- Girolamo Foscari (16. Mai 1526 – 2. Januar 1563)
- Giovanni Dolfin (3. Januar 1563 – 26. August 1579 ernannt zum Bischof von Brescia)
- Carlo Pisani (26. August 1579 – 1587)
- Antonio Grimani (26. Oktober 1587 – 22. Mai 1618 ernannt zum Koadjutor-Patriarch von Aquileia)
- Zaccaria della Vecchia (14. Mai 1618 – 1625)
- Marco I Giustinian (3. März 1625 – 27. Oktober 1625 ernannt zum Bischof von Ceneda)
- Marco Zen (20. Juli 1626 – Februar 1641)
- Marco Antonio Martinengo (13. Juli 1643 – 17. Juli 1673)
- Giacomo Vianol (18. Dezember 1673 – 21. November 1691)
- Marco II Giustinian (24. März 1692 – März 1735)
- Vincenzo Maria Diedo (14. März 1735 – 13. Juli 1753)
- Nicolò Antonio Giustinian, OSB (26. November 1753 – 12. Februar 1759 ernannt zum Bischof von Verona)
- Marco Giuseppe Cornaro (28. Mai 1759 – 6. April 1767 ernannt zum Bischof von Vicenza)
- Giovanni Nani (10. Juli 1767 – 19. April 1773 ernannt zum Bischof von Brescia)
- Paolo Da Ponte, OCD (13. September 1773 – März 1792)
- Nicolò Angelo Sagredo (18. Januar 1792 –16. August 1804)
  - Sedisvakanz (1804–1818)